# Фу, Спенсер
Спе́нсер Фу (англ. Spencer Foo; род. 19 мая 1994, Эдмонтон) — канадский и китайский хоккеист, нападающий. Старший брат хоккеиста — Паркера Фу. В настоящее время является игроком китайского клуба «Шанхай Дрэгонс», выступающего в КХЛ.

## Карьера
Начал заниматься хоккеем в родном Эдмонтоне, в системе юниорской команды «Атлетик Канадиенс», имеющей вертикаль развития юношеских команд всех возрастов и выступающей в юниорской лиге провинции Альберта (AMBHL). С 2014 по 2017 год хоккеист обучался в Юнион-колледж, который располагается городе Скенектади, штата Нью-Йорк. Параллельно с учёбой, Спенсер, совмещал и занятие хоккеем, выступая за сборную своего образовательного учреждения на уровне университетской лиги Америки — NCAA. По выпуску подписал свой первый профессиональный контракт с клубом НХЛ «Калгари Флэймз», в составе которого дебютировал в сезоне 2017/2018, проведя на площадке 4 игры, забросив при этом две шайбы. Первую шайбу игрок забросил 5 апреля 2018 года в ворота «Виннипег Джетс», а вторую через два дня, в ворота команды «Вегас Голден Найтс». Большую же часть времени Спенсер Фу провёл в составе фарм-клуба — «Стоктон Хит». Сезон 2018/2019 игрок полностью провёл в АХЛ за «Стоктон Хит», являясь ассистентом капитана команды.
Летом 2019 года на хоккеиста обратил внимание китайский клуб выступающий в КХЛ — «Куньлунь Ред Стар», состав которого пополнил Спенсер, подписав соглашение на два сезона. «Калгари Флэймз», в свою очередь, оставили приоритетные права на хоккеиста, сделав обязывающее квалификационное предложение. В Континентальной хоккейной лиге Спенсер Фу дебютировал в домашнем матче против уфимского «Салавата Юлаева», который состоялся 3 сентября. 14 сентября, в домашнем матче против челябинского «Трактора», хоккеист забросил свою первую шайбу в КХЛ. Всего, за дебютный сезон в составе «Куньлуня», Спенсер Фу провёл 58 матчей, забросил 8 шайб и отдал 17 результативных передач.